# Taxi till Tobruk
Taxi till Tobruk (franska: Un taxi pour Tobrouk) är en fransk dramafilm från 1961 i regi av Denys de La Patellière, med Lino Ventura, Charles Aznavour och Hardy Krüger i huvudrollerna. Den utspelar sig i Nordafrika under andra världskriget och handlar om franska soldater som i samband med slaget vid el-Alamein tvingas samarbeta med en tysk officer för att överleva i öknen.
Filmen hade fransk premiär 10 maj 1961. Den hade 4 927 793 besökare i hemlandet.

## Medverkande
- Lino Ventura som Théo Dumas
- Charles Aznavour som Samuel Goldman
- Germán Cobos som Paolo Ramirez
- Maurice Biraud som François Jonsac
- Hardy Krüger som Ludwig von Stegel